# Vijainagar
Vijainagar (también escrito Sri Vijainagar o Sri Bijaynagar) o Vijaynagar es una ciudad y un municipio en el distrito de Sri Ganganagar en el estado indio de Rajasthan.

## Demografía
Según el censo de 2001, Sri Bijaynagar tenía una población de 17.867. Los hombres constituyen 54% de la población y las mujeres 46%. Sri Bijaynagar tiene un índice de alfabetización de 62%, superior al promedio nacional de 59,5%: la alfabetización macho es 69% y la alfabetización femenina es de 54%. En Sri Bijaynagar, el 16% de la población es menor de 6 años.